# Sergio Scaglietti
Sergio Scaglietti (né le 9 janvier 1920 à Modène et mort dans la même ville le 20 novembre 2011) est un entrepreneur et un designer italien, fondateur de la Carrozzeria Scaglietti, qui fut à l'origine du dessin de nombreuses Ferrari, parmi lesquelles la 250 Testa Rossa.

## Biographie

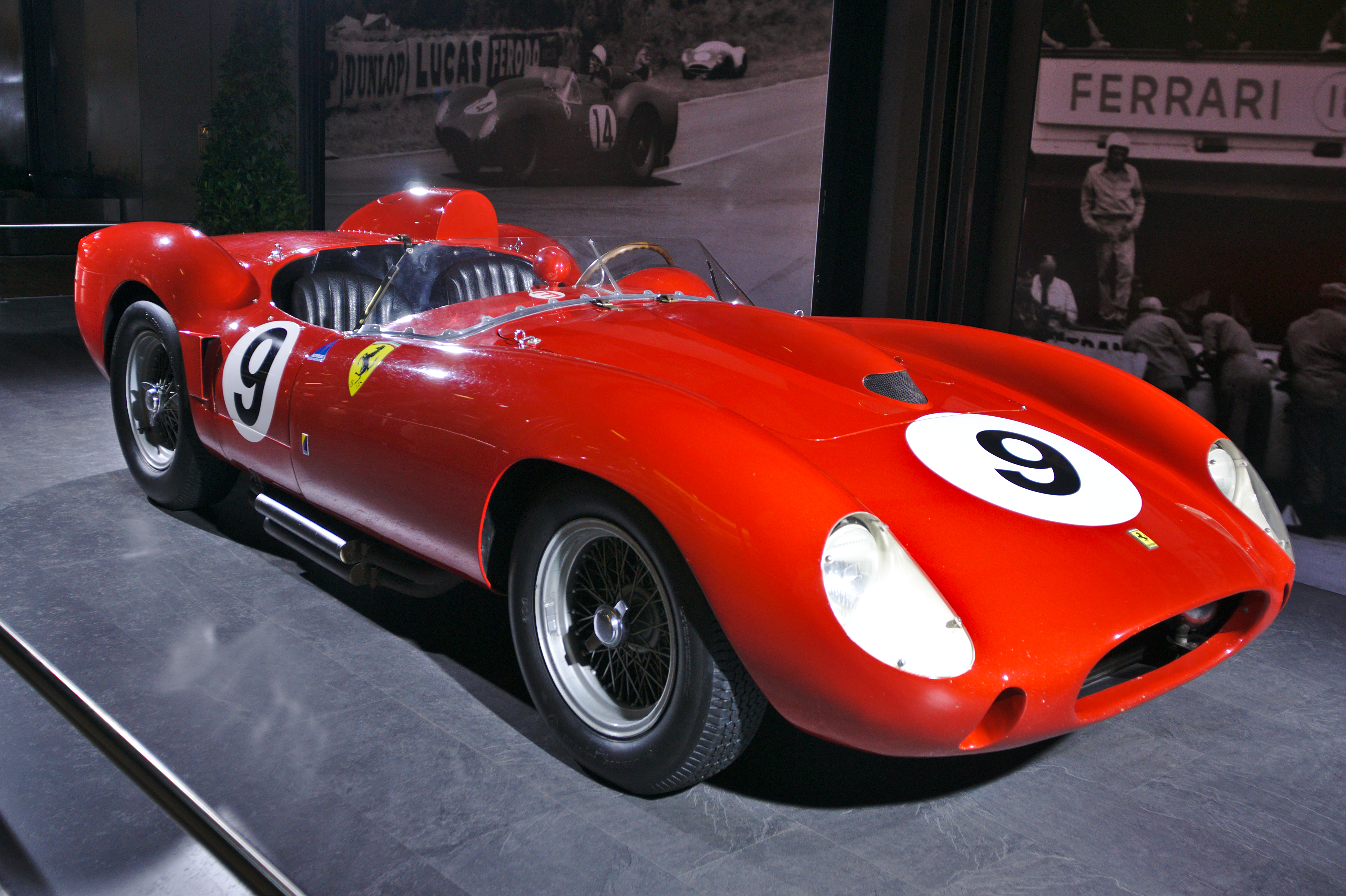
Ferrari 250 Testa Rossa (TR58)

Sergio Scaglietti se passionne dès l'enfance pour la création automobile. À l'âge de huit ans, il s'amuse déjà à créer des voitures de course en utilisant de l'argile et des fils de fer.
En 1933, à treize ans, peu après la mort de son père, il trouve rapidement du travail chez un carrossier.

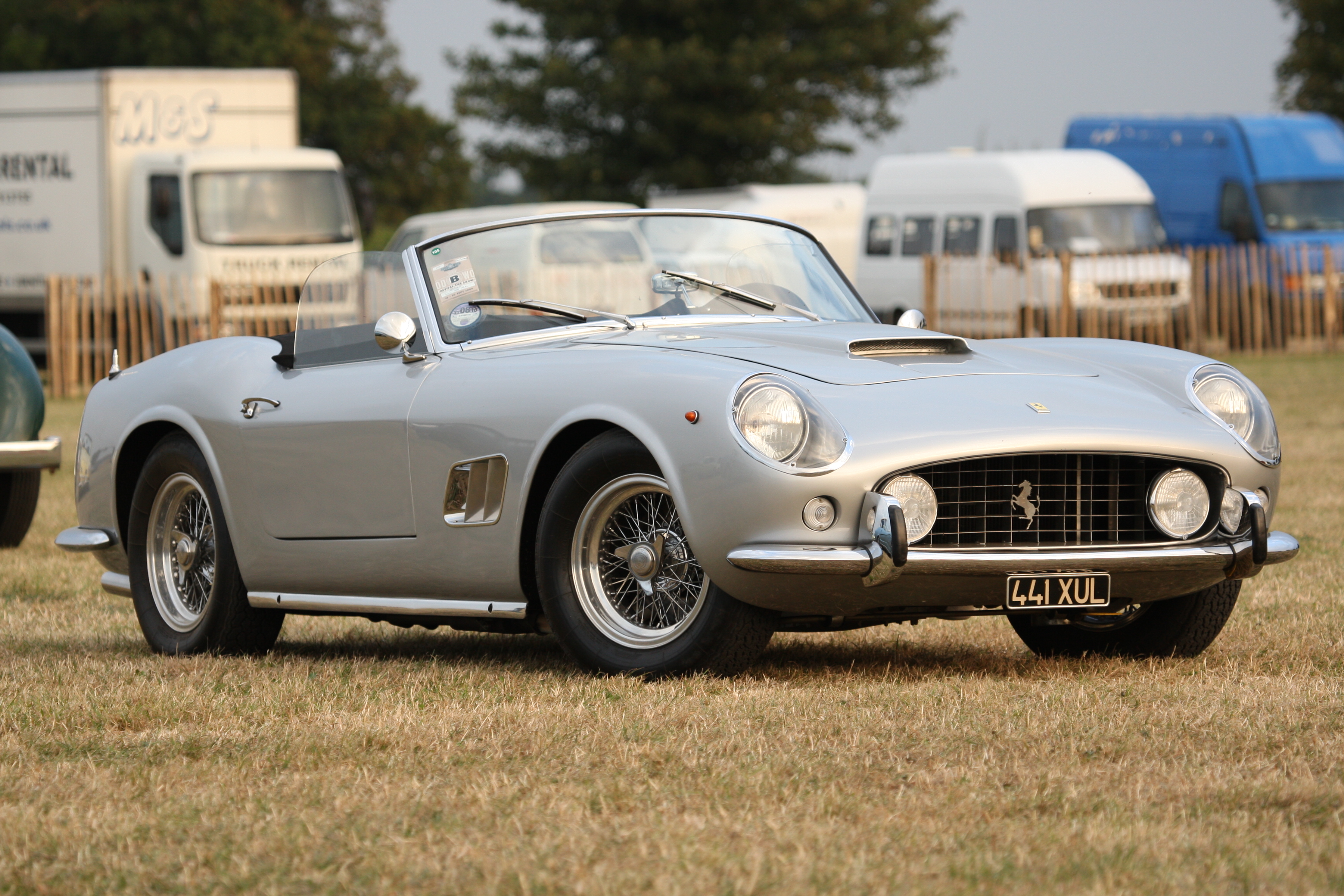
Ferrari 250 GT California Spyder

Six ans plus tard, en 1939, survient la rencontre avec Enzo Ferrari, auquel Scaglietti sera lié par une relation professionnelle profonde et féconde, mais aussi et surtout d'amitié pour toute la vie. Enzo Ferrari, le « Drake », alors pilote titulaire de la Scuderia Ferrari d'Alfa Romeo , arrivé par hasard dans l'atelier où travaillait Scaglietti, qui était alors un simple ouvrier chargé de la réparation des ailes des voitures de course, remarque une Alfa 12 cylindres réparée et modifiée par Scaglietti, avec divers changements dans les ailes et les phares, donnant au véhicule une ligne aérodynamique et futuriste. Intrigué et fasciné, Ferrari commence à envoyer à Scaglietti tous les pilotes et les clients ayant besoin d'une réparation pour leurs voitures, lesquels ne purent faire autrement que de confirmer la qualité de son travail.

## Sources
- (it) Cet article est partiellement ou en totalité issu de l’article de Wikipédia en italien intitulé « Sergio Scaglietti » (voir la liste des auteurs).